# Epinephelides armatus
Epinephelides armatus (лат.) — вид морских лучепёрых рыб из семейства каменных окуней (Serranidae). Единственный представитель рода Epinephelides. Распространены в прибрежных водах западной Австралии. Максимальная длина тела 56 см.

## Описание
В спинном плавнике 10 колючих и 20 мягких лучей. В анальном плавнике 3 колючих и 7—8 мягких лучей. В боковой линии около 70 чешуек.
Тело розовато-серого цвета, брюхо немного светлее. Центр каждой чешуйки бледный. Анальное отверстие чёрное. Плавники от серого до чёрного цвета с бледными краями. Окраска взрослых особей с желтоватым или зеленоватым оттенком. Молодые особи бледнее взрослых, а передняя часть головы у них тёмная.
Максимальная длина тела 56 см, обычно 30—40 см. Масса тела до 3 кг.

## Биология
Морские придонные рыбы. Обитают над известняковыми и коралловыми рифами на глубине до 100 м, обычно до 35 м.
В отличие от остальных представителей семейства E. armatus раздельнополые, то есть не являются ни синхронными, ни последовательными гемафродитами. Впервые созревают в возрасте 3—4 лет при длине тела 23—27 см. Самки растут несколько медленнее самцов и созревают в более позднем возрасте. Нерестовый период растянут на 9 месяцев. Продолжительность жизни до 20 лет.
Хищники, питаются преимущественно рыбами.

## Ареал
Распространены в прибрежных водах Австралии от Recherche Archipelago на юге до залива Шарк (Западная Австралия).